# Миллер, Камал
Камал Энтони Миллер (англ. Kamal Anthony Miller; 16 мая 1997, Скарборо, Онтарио, Канада) — канадский футболист, центральный защитник клуба «Портленд Тимберс» и сборной Канады.

## Карьера

### Клубная карьера
Во время обучения в Сиракьюсском университете в 2015—2018 годах Миллер играл за университетскую футбольную команду в Национальной ассоциации студенческого спорта.
В периоды летних межсезоний в колледжах выступал в Премьер-лиге развития — в 2016 и 2017 годах за клуб «Кей Дабл-ю Юнайтед» и в 2018 году за клуб «Рединг Юнайтед».
11 января 2019 года на Супердрафте MLS Миллер был выбран во втором раунде под общим 27-м номером клубом «Орландо Сити». Клуб с ним подписал контракт 1 марта. Его профессиональный дебют состоялся на следующий день в матче первого тура сезона 2019 против «Нью-Йорк Сити», закончившемся ничьей 2:2, в котором он вышел в стартовом составе.
15 декабря 2020 года клуб «Остин» выбрал Миллера на драфте расширения MLS, но в тот же день обменял его в канадский «Монреаль Импакт» на $225 тыс. в общих распределительных средствах и пик первого раунда Супердрафта MLS 2021. За клуб, переименованный в начале 2021 года в «Клёб де Фут Монреаль», он дебютировал 17 апреля в матче стартового тура сезона 2021 против его принципиального соперника «Торонто». 12 июля Миллер продлил контракт с «КФ Монреаль» на следующие два сезона с опцией ещё на один год. 3 ноября в матче против «Хьюстон Динамо» забил свой первый гол в MLS. 30 апреля 2022 года в матче против «Атланты Юнайтед» забил гол и отдал голевую передачу, за что был назван игроком недели в MLS. Был отобран на Матч всех звёзд MLS 2022.
12 апреля 2023 года «Клёб де Фут Монреаль» обменял Миллера и $1,3 млн в общих распределительных средствах «Интер Майами» на Брайса Дьюка и Ариэля Ласситера. За «Интер Майами» он дебютировал 22 апреля в матче против «Хьюстон Динамо». Со своей новой командой выиграл Кубок лиг 2023. 3 октября Миллер продлил контракт с «Интер Майами» до конца сезона 2026 с опцией на сезон 2027. Был игроком основного состава и до конца сезона 2023 года провёл 35 матчей во всех турнирах.
4 января 2024 года Миллер был обменян в «Портленд Тимберс» на $625 тыс. в общих распределительных средствах и слот международного игрока. «Интер Майами» также может получить ещё $150 тыс. в зависимости от достижения им определённых показателей и процент от его возможной продажи за пределы MLS. За «Тимберс» он дебютировал 24 февраля в матче стартового тура сезона 2024 против «Колорадо Рэпидз».

### Международная карьера
В составе молодёжной сборной Канады Миллер участвовал молодёжном чемпионате КОНКАКАФ 2017.
Свой первый вызов в сборную Канады Миллер получил на отборочный матч Лиги наций КОНКАКАФ 2019/20 против сборной Французской Гвианы, состоявшийся 24 марта 2019 года, но в игре не был задействован, оставшись на скамейке запасных.
Миллер был включён в состав национальной сборной на Золотой кубок КОНКАКАФ 2019. В третьем матче группового этапа против сборной Кубы, состоявшемся 23 июня 2019 года, дебютировал за сборную Канады, выйдя на замену на 61-й минуте вместо Донила Хенри.
Был включён в состав сборной на Золотой кубок КОНКАКАФ 2021.
Был включён в состав сборной на чемпионат мира 2022.
Был включён в состав сборной на Золотой кубок КОНКАКАФ 2023.

## Достижения
Командные
 «Клёб де Фут Монреаль»
- Победитель Первенства Канады: 2021

 «Интер Майами»
- Обладатель Кубка лиг: 2023

Индивидуальные
- Участник Матча всех звёзд MLS: 2022

## Статистика выступлений

### Клубная статистика
| Выступление          | Выступление      | Выступление      | Лига | Лига | Плей-офф | Плей-офф | Кубки | Кубки | Континент | Континент | Итого | Итого |
| Клуб                 | Лига             | Сезон            | Игры | Голы | Игры     | Голы     | Игры  | Голы  | Игры      | Голы      | Игры  | Голы  |
| -------------------- | ---------------- | ---------------- | ---- | ---- | -------- | -------- | ----- | ----- | --------- | --------- | ----- | ----- |
| Орландо Сити         | MLS              | 2019             | 16   | 0    | —        | —        | 0     | 0     | —         | —         | 16    | 0     |
| Орландо Сити         | MLS              | 2020             | 12   | 0    | 2        | 0        | —     | —     | —         | —         | 14    | 0     |
| Орландо Сити         | Итого            | Итого            | 28   | 0    | 2        | 0        | 0     | 0     | —         | —         | 30    | 0     |
| Клёб де Фут Монреаль | MLS              | 2021             | 27   | 1    | —        | —        | 1     | 0     | —         | —         | 28    | 1     |
| Клёб де Фут Монреаль | MLS              | 2022             | 27   | 2    | 2        | 0        | 0     | 0     | 4         | 0         | 33    | 2     |
| Клёб де Фут Монреаль | MLS              | 2023             | 6    | 0    | —        | —        | —     | —     | —         | —         | 6     | 0     |
| Клёб де Фут Монреаль | Итого            | Итого            | 60   | 3    | 2        | 0        | 1     | 0     | 4         | 0         | 67    | 3     |
| Интер Майами         | MLS              | 2023             | 22   | 0    | —        | —        | 6     | 0     | 7         | 0         | 35    | 0     |
| Интер Майами         | Итого            | Итого            | 22   | 0    | —        | —        | 6     | 0     | 7         | 0         | 35    | 0     |
| Портленд Тимберс     | MLS              | 2024             | 6    | 0    | —        | —        | —     | —     | —         | —         | 6     | 0     |
| Портленд Тимберс     | Итого            | Итого            | 6    | 0    | —        | —        | —     | —     | —         | —         | 6     | 0     |
| Всего за карьеру     | Всего за карьеру | Всего за карьеру | 116  | 3    | 4        | 0        | 7     | 0     | 11        | 0         | 138   | 3     |

1. ↑  Открытый кубок США, Первенство Канады.
2. ↑  Кубок чемпионов КОНКАКАФ, Кубок лиг.

### Международная статистика
| Команда | Год   | Игры | Голы |
| ------- | ----- | ---- | ---- |
| Канада  |       |      |      |
| 2019    | 3     | 0    |      |
| 2020    | 2     | 0    |      |
| 2021    | 13    | 0    |      |
| 2022    | 14    | 0    |      |
| 2023    | 9     | 0    |      |
| 2024    | 1     | 0    |      |
| Всего   | Всего | 42   | 0    |